# هامیلتون، شهرستان مدیسون، ایندیانا
هامیلتون (به انگلیسی: Hamilton) یک منطقهٔ مسکونی در ایالات متحده آمریکا است که در شهرستان مدیسون، ایندیانا واقع شده‌است. هامیلتون ۲۶۲٫۱۳ متر بالاتر از سطح دریا واقع شده‌است.